# Reyssouze
Reyssouze település Franciaországban, Ain megyében. Lakosainak száma 1003 fő (2022. január 1.). Reyssouze Boz, Gorrevod, Pont-de-Vaux, Saint-Albain és Fleurville községekkel határos.

## Népesség
A település népessége az elmúlt években az alábbi módon változott:
| Lakosok száma | 616  | 716  | 709  | 859  | 979  | 970  | 980  | 989  | 1018 | 1003 |
|               | 1968 | 1982 | 1990 | 2006 | 2013 | 2015 | 2017 | 2019 | 2020 | 2022 |